# Seduto in riva al fosso
Seduto in riva al fosso è un brano musicale scritto da Luciano Ligabue, estratto come secondo singolo dall'album Buon compleanno Elvis del 1995.

## Il brano
Il brano è stato inserito nell'album live Su e giù da un palco del 1997.

## Il testo
Il brano è una sorta di ballata rock nella quale l'autore attraverso la metafora dello "stare seduto in riva al fosso" rivendica la voglia di vivere secondo i propri tempi e schemi, lontano dagli stereotipi della società a lui contemporanea. 